# Dennis (Cyclecar)
Der Dennis war ein britischer Kleinwagen, der von 1911 bis 1912 von John Dennis & Company in Harrow (Middlesex) angeboten wurde.
Der Wagen wurde von einem luftgekühlten V2-Motor mit 1500 cm³ Hubraum angetrieben. Das Getriebe verfügte über zwei Gänge.